# Великий ловчий Франции
Великий ловчий Франции (фр. Grand veneur de France) — один из высших королевских сановников королевского двора при Старом Режиме и Реставрации, ответственным за королевскую охоту.

## История

### Перед созданием должности великого ловчего Франции
Перед создание должности обер-егермейстера Франции существовала должность егермейстера, её занимали такие дворяне как шевалье Анри де Мёдон,.

### Должность великого ловчего Франции
Должность была создана в 1413 году королём Карлом VI, в то же время, что и должность великого сокольничего и капитана собак для кабаньей охоты. Великий егермейстер отвечал за стаю из ста собак для оленей. При Карле VIII его служба включала в себя девять оруженосцев, девять охотников, двух помощников, шесть слуг ищеек и охранника собак на лис. Его значение возросло при Франциске I, а затем при Генрихе II, а апогей служения достигается при Генрихе IV. В 1596 году в штат великого егермейстера Франции него входило 182 человека: лейтенанты, младшие лейтенанты, дворяне, слуги ищеек, слуги верховых собак или даже слуги обычных собак, не забывая хирурга и аптекаря.
Должность великого егермейстера являлась самой важной из тех, что были связаны с королевской охотой. В XVI веке в семье Гизов было пять персон занимавших эту должность, семья Роган-Монбазонов сменившая их в XVII веке имела трёх держателей этой должности. В начале XVIII века должность даруется Людовиком XIV графу Тулузскому, одному из его узаконенных бастардов, который затем передал должность своему сыну, герцогу де Пентьевру. 12 декабря 1669 года должность великого егермейстера была дарована Шарлю-Максимильен-Антуану де Бельфорьеру, маркизу де Суекур, 50 лет.
С XVI века содержание, связанное с должностью, составляло 1200 ливров в год, довольно скромная сумма в Доме короля. Однако к этому необходимо добавить «жалованье» в 10 000 ливров, а также вознаграждение. Стоимость должности колебалась в соответствии с правилами спроса и предложения, у историков нет определённых сумм для сделок. По словам герцога де Сен-Симона, герцог Ла Рошфуко продал свою должность в 1714 году за 500 000 ливров.

## Великие ловчие Франции
- Старый Режим:

Герб Анри де Бурбона, принца де Конде (1588-1646)

  - 1315—1355: Рено де Жири, рыцарь, советник короля, его егермейстер;
  - 1387—1396: Пьер «Саранча» де ла Крике, магистр вод и лесов, заповедников и территорий Франции, великий хлебодар Франции;
  - 1395—1424: Иоанн I Бергский Сен-Вино;

...
- - 1451—1457: Гийом Соро (умер после 1482 года), сеньор де Сен-Жеран[3];
  - 1457—1467: Ролан де Леско, сеньор де Queriperez[4];
  - 1467—1471: Гийом де Нор, сеньор де Каллак в Гемене[5];
  - 1472—1488: Ивон дю Фу (умер в 1488 году)[6]; должность в 1481—1483 годах занимал Жорж де Шатобриан, сеньор де Рош-Барито[7]
  - 1488—1496: Луи де Рувиль, сеньор де Рувилль († 1525)[8];
  - 1496—1497: Луи де Брезе, граф Молеврие, лорд Анета, маршал и сенешаль Нормандии (умер в 1531 году)[9];
  - 1498—1506: Жак де Дантвиль, сеньор де Дамартен[9];
  - 1506—1525: Луи де Рувиль, сеньор де Рувилль († 1525)[8];
  - 1526—1550: Клод Лотарингский (1496—1550), герцог де Гиз;
  - 1550—1563: Франсуа Лотарингский (1519—1563), герцог де Гиз;
  - 1563—1573: Клод Лотарингский, герцог де Омаль (1526—1573);
  - 1573—15 ..: Шарль Лотарингский, герцог де Омаль (1556—1631);
  - 15 ..—1602: Шарль Лотарингский, герцог де Эльбёф (1556—1605);
  - 1602—1643 и 1646—1654: герцог де Роган, герцог де Монбазон (ок. 1568—1654);
  - 1643—1646: Генрих II де Бурбон, принц Конде (1588—1646);
  - 1654—1656: Людовик VIII де Роган, герцог де Монбазон (1598—1667);
  - 1656—1669: Луи де Роган, шевалье де Роган, граф де Мортьекроль (1635—1674);
  - 1669—1679: Шарль-Максимильен де Бельфорьер, маркиз де Суайекур (ок. 1619—1679);
  - 1679: Франсуа VII де ла Рошфуко, герцог Ла Рошфуко (1634—1714);
  - 1679—1714: Франсуа VIII де ла Рошфуко, принц де Марсильяк (1663—1728);
  - 1714—1737: Луи-Александр де Бурбон, граф Тулузский (1678—1737), внебрачный сын Людовика XIV;
  - 1737—1755 и 1768-1791: Луи-Жан-Мария де Бурбон (1725—1793), герцог Пентьевр, сын предыдущего;
  - 1755—1768: Луи-Александр де Бурбон (1747—1768), принц де Ламбаль, сын предыдущего.

- Первая империя:
  - 1804—1814: Луи Александр Бертье (1753—1815), маршал Франции, князь Ваграмский.

- Реставрация (Первая и Вторая):
  - 1821—1822: Арман-Эммануэль де Виньеро дю Плесси, герцог де Ришельё (1766—1822);
  - 1823—1828: Жак Александр Ло, маркиз Лористон, маршал Франции.

- Вторая империя:
  - 1852—1865: Бернар Пьер Маньян (1791—1865), маршал Франции;
  - 1865—1870: Эдгар Ней (1812—1882), генерал, князь Москворецкий.